# کوانگر، آنگولا
کوانگر (به انگلیسی: Cuangar) شهری در استان کواندو کوبانگو واقع در کشور آنگولا است که در سال ۲۰۰۹ میلادی ۳٬۸۹۷ نفر جمعیت داشته است.